# SEAT 850
El SEAT 850, también conocido popularmente como ocho y medio, es un automóvil del segmento B producido por el fabricante español SEAT bajo licencia de Fiat y basado en el Fiat 850. Conjugaba un precio asequible con una mayor habitabilidad que su antecesor, el SEAT 600, por lo que se convirtió en uno de los referentes en la incipiente motorización de las familias españolas de clase media de la época.

## Historia
En el año 1964, la empresa automovilística Fiat lanzó al mercado el 850. Aunque algunos Fiat 850 fueron importados a España, la fabricación bajo licencia del SEAT 850 no comenzó hasta 1966, año en el que el nuevo automóvil se presentó al público en el Salón del Automóvil de Barcelona. En el mes de abril, se puso a la venta el SEAT 850 N ("Normal»), con carrocería de tipo berlina. Esta primera versión tenía un motor trasero de 843 centímetros cúbicos que proporcionaba 37 CV de potencia, con el que podía alcanzar una velocidad máxima de 125 kilómetros por hora. Inicialmente, solo estaba disponible la carrocería de dos puertas, pero pronto apareció una primera versión de cuatro puertas inspirada en la del carrocero italiano Francis Lombardi, y que compartía la batalla con la berlina de dos puertas, fabricadas por Carrocerías Railly (MARSA) hasta 419 unidades. Más tarde se presentaría una nueva carrocería de cuatro puertas con diseño de Antonio Amat y fabricadas por carrocerías Costa en Tarrasa, y que aumentaba en longitud respecto a la berlina inicial.
En España, este vehículo alcanzó una amplia popularidad, convirtiéndose en el primer automóvil del que disfrutaron muchas de las familias españolas de la época. En ciudad, se comportaba con agilidad gracias a su buena maniobrabilidad, aunque en carretera adolecía de cierta falta de estabilidad, debido a su disposición "todo atrás» (motor trasero y tracción trasera). Además, uno de los principales problemas de los que los usuarios se quejaban era el sobrecalentamiento del motor.
Este sobrecalentamiento se producía por tres motivos (**): 1) el termostato estropeado o con la clapeta pegada; 2) el radiador sucio por depósitos de óxido; 3) el tapón del radiador, que tenía una clapeta con muelle para abrir la conexión con el vaso de expansión.
Las soluciones al sobrecalentamiento eran sencillas: 1) Eliminar el termostato, o deformar la clapeta para que al cerrar solo tocase en tres puntos y no se pegase; 2) Hacer un buen mantenimiento del radiador. Era suficiente con limpiar una vez al año con manguera y agua, para que refrigerase adecuadamente, y además usar anticongelante adecuado que protegiese de la corrosión. 3) Deformar la clapeta del tapón del radiador, la que abría el paso hacia el vaso de expansión, para que no se quedase pegada, y para además asegurar el retorno. Este sí era un gran problema, pues si la depresión en el radiador al enfriarse no era suficiente para abrir el muelle y que retornase del vaso de expansión, entonces el radiador se quedaba medio vacío y sí que se calentaba.
Algunos usuarios pretendían solucionar el calentamiento quitando la chapa envolvente de la parte de abajo del radiador, por los bajos del coche. Este era el mayor error, pues cambiaba el flujo de aire e impedía el buen paso del aire para el radiador. Lo mismo ocurría a los que abrían la trampilla del motor como si fuese un alerón. (**)(todo esto para el Seat 850 Especial, versión de 1969 M-721979)
En total, se fabricaron 662.832 unidades del SEAT 850. La producción finalizó en 1974, desarrollándose múltiples versiones durante sus ocho años en el mercado.

## Versiones en producción
El SEAT 850 se fabricó con varias carrocerías diferentes. Aunque las más populares fueron las berlinas de dos y cuatro puertas, también existieron versiones deportivas. Así, los clientes con un poder adquisitivo más elevado podían disponer de los SEAT 850 Coupé, SEAT 850 Sport Coupé o SEAT 850 Sport Spider, este último descapotable.
Dentro de la versión berlina, se pusieron a la venta distintos modelos en función de sus características técnicas y equipamiento de serie. El más básico era el SEAT 850 Normal, al que siguió el SEAT 850 Especial (una versión mejor equipada y con el mismo motor que el 850 Normal). Sus evoluciones respectivas fueron el SEAT 850 D y el SEAT 850 D Especial, y finalmente, los SEAT 850 Especial Lujo y su evolución, el SEAT 850 D Especial Lujo. Aunque la cilindrada del motor siempre se mantuvo en 843 centímetros cúbicos para las berlinas, la potencia máxima se incrementó desde los 37 CV (DIN) del SEAT 850 Normal hasta los 47 (DIN) del SEAT 850 especial.
De todas las versiones, la que mayor éxito de ventas consiguió fue el SEAT 850 Especial de dos puertas, del que se llegaron a fabricar unas doscientas mil unidades.

## Características

### Versiones sedán

#### SEAT 850 (versiones "N" y «D»)
Esta versión contaba con la carrocería de 2 puertas y en 1966 aparecería como edición limitada a 419 unidades el SEAT 850 4 Puertas Corto, pues esta edición especial montaba la misma carrocería. Solo cambiaba que se le habían incorporado las dos puertas traseras.

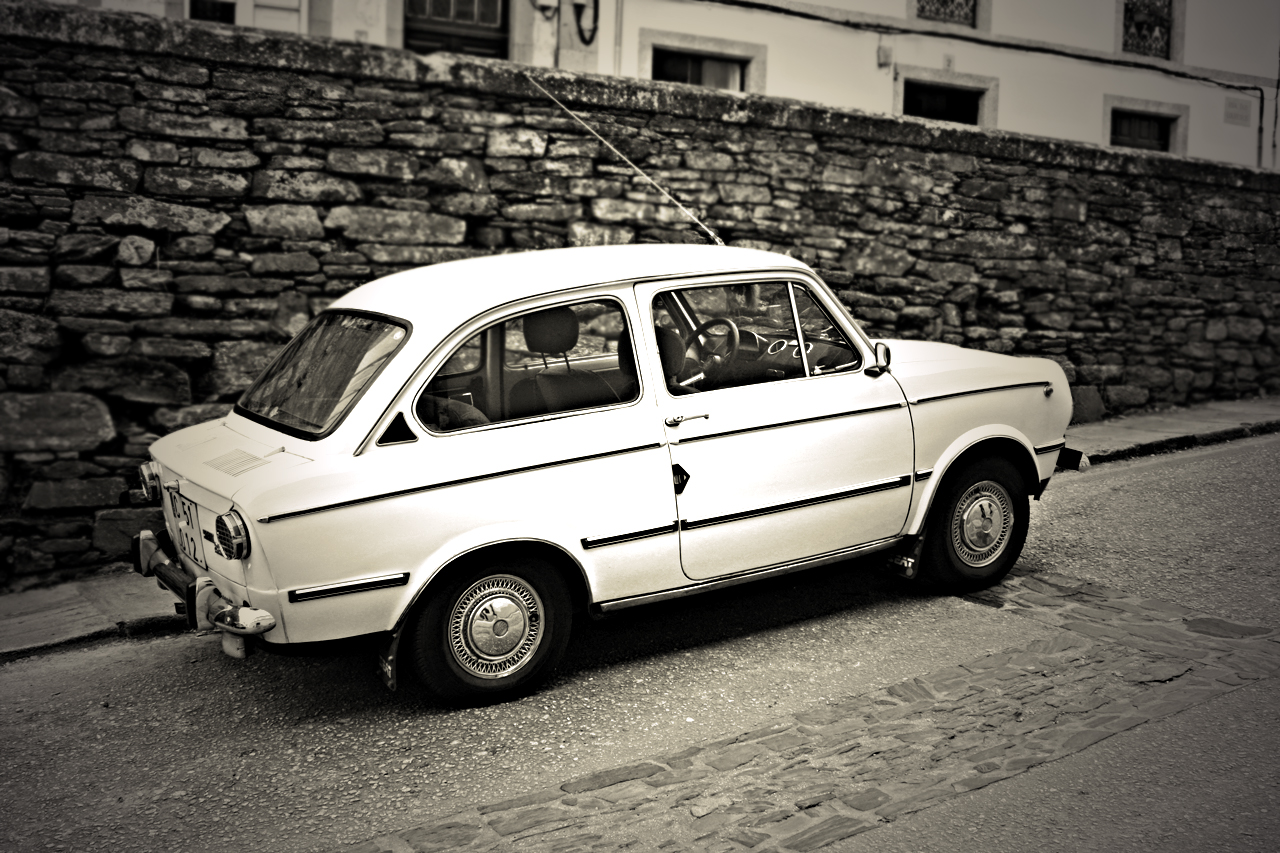
SEAT 850D.

| Motor                   | 4 cilindros, 4 tiempos, bloque de fundición y culata de aluminio en posición trasera longitudinal                                                              |
| Cilindrada              | 843 cc |
| Diámetro x carrera      | 65 x 63,5 mm |
| Potencia                | 37 CV DIN a 5.300 rpm |
| Compresión              | 8,8:1 |
| Alimentación            | Carburador Bressel-30 ICF 1 |
| Embrague                | Monodisco en seco, accionamiento por cable. Disco de 160 mm |
| Transmisión             | A las ruedas traseras, palieres articulados mediante patines a la salida del cambio y flector de goma a la rueda, cambio manual de 4 velocidades sincronizadas |
| Dirección               | De tornillo sinfín y sector helicoidal |
| Diámetro de giro        | 8,90 m |
| Suspensión delantera    | Independiente con ballesta horizontal, amortiguadores telescópicos y barra estabilizadora                                                                      |
| Suspensión trasera      | Independiente con brazos triangulares oblicuos, muelles helicoidales, amortiguadores telescópicos y barra estabilizadora                                       |
| Frenos                  | De tambor en las 4 ruedas |
| Llantas                 | 4,00 x 12″ |
| Neumáticos              | Diagonales de 5,50 x 12″ |
| Carrocería              | Tipo monocasco autoportante, 2 o 4 puertas |
| Largo x ancho x alto    | 3,575 x 1,420 x 1,380 m |
| Vía delantera / trasera | 1,148 / 1,207 m |
| Batalla                 | 2,027 m |
| Peso                    | 714 kg |
| Velocidad máxima        | 125 km/h |

#### SEAT 850 4 puertas (Versiones «Especial»y «D Especial»)
Esta versión tenía carrocería Sedan de 4 puertas, es decir, era más largo que la edición especial 4 puertas corto.

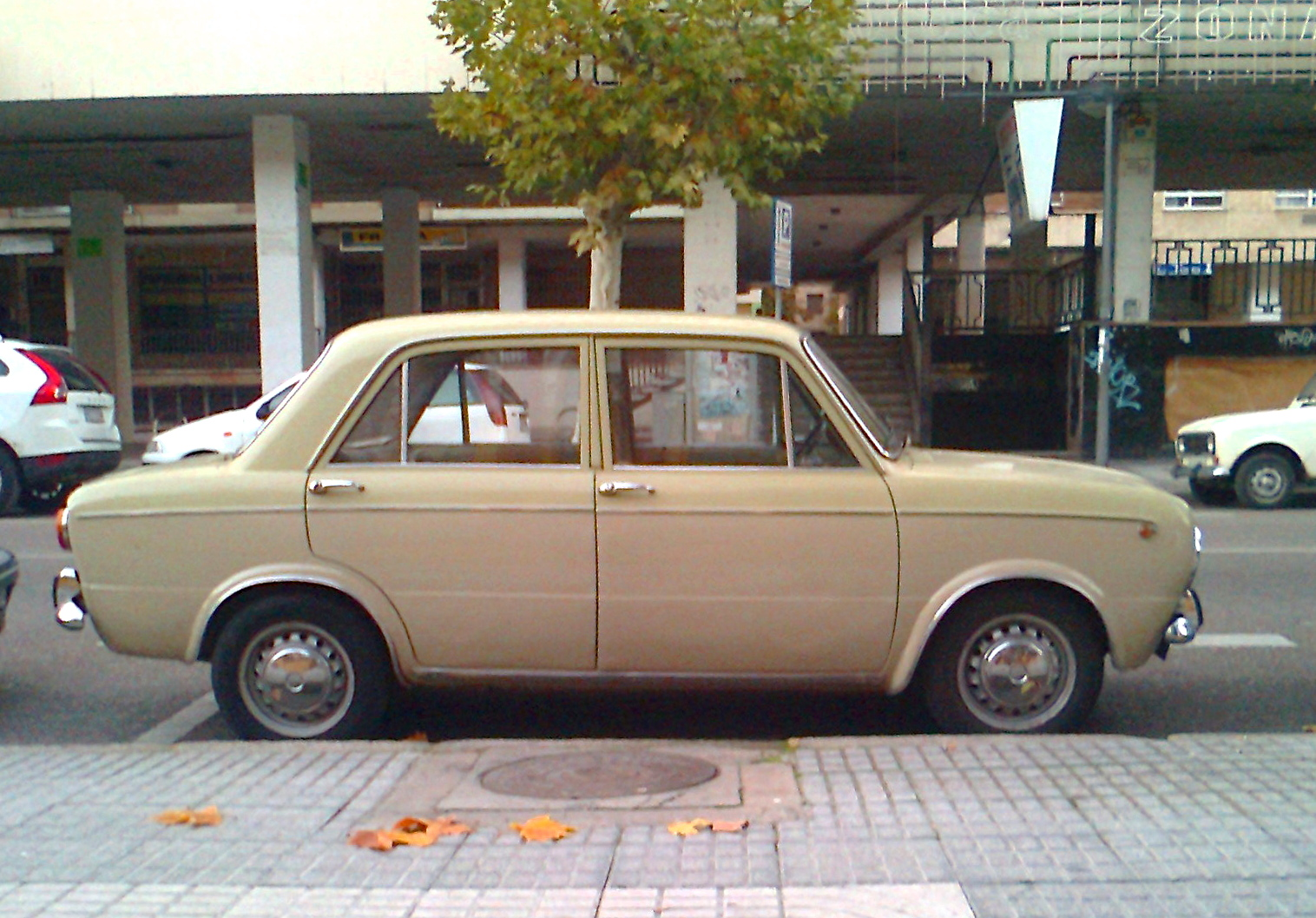
Seat 850 Especial de 4 puertas

| Motor                   | 4 cilindros, 4 tiempos, bloque de fundición y culata de aluminio en posición trasera longitudinal                                                              |
| Cilindrada              | 843 cc |
| Diámetro x carrera      | 65 x 63,5 mm |
| Potencia                | 47 CV DIN a 6.200 rpm |
| Compresión              | 9,3:1 |
| Alimentación            | Carburador Bressel/Weber-30 DIC Doble cuerpo, apertura diferenciada de las dos mariposas.                                                                      |
| Embrague                | Monodisco en seco, accionamiento por cable. Disco de 160 mm |
| Transmisión             | A las ruedas traseras, palieres articulados mediante patines a la salida del cambio y flector de goma a la rueda, cambio manual de 4 velocidades sincronizadas |
| Dirección               | De tornillo sinfín y sector helicoidal |
| Diámetro                | de giro 8,90 m |
| Suspensión delantera    | Independiente con ballesta horizontal, amortiguadores telescópicos y barra estabilizadora                                                                      |
| Suspensión trasera      | Independiente con brazos triangulares oblicuos, muelles helicoidales, amortiguadores telescópicos y barra estabilizadora                                       |
| Frenos                  | Discos delanteros / tambores traseros |
| Llantas                 | 4,5 x 13″ |
| Neumáticos              | Diagonales de 5,50 x 13″ |
| Carrocería              | Tipo monocasco autoportante, 2 o 4 puertas |
| Largo x ancho x alto    | 3,695 x 1,420 x 1,380 m |
| Vía delantera / trasera | 1,148 / 1,207 m |
| Batalla                 | 2,027 m |
| Velocidad máxima        | 135 km/h |

### Versiones deportivas

#### SEAT 850 Coupé
Es la versión con carrocería deportiva

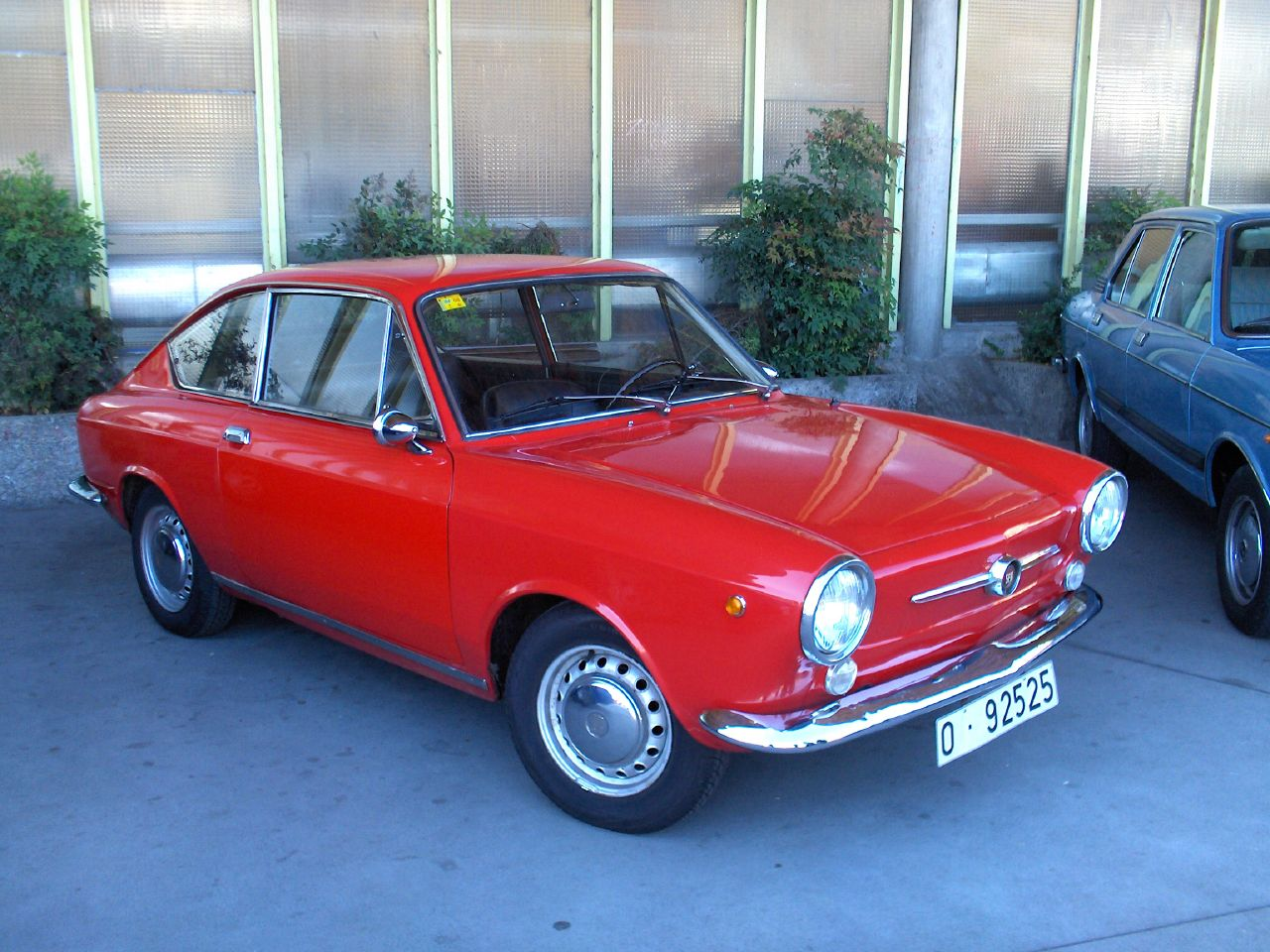
SEAT 850 Coupé

| Motor                | 4 cilindros, 4 tiempos, bloque de fundición y culata de aluminio en posición trasera longitudinal                                                              |
| Cilindrada           | 843 cm³ |
| Potencia             | 47 CV (DIN) a 6400 rpm |
| Carrocería           | 2+2 plazas |
| Velocidad máxima     | 140 km/h |
| Transmisión          | A las ruedas traseras, palieres articulados mediante patines a la salida del cambio y flector de goma a la rueda, cambio manual de 4 velocidades sincronizadas |
| Suspensión delantera | Independiente con ballesta horizontal, amortiguadores telescópicos y barra estabilizadora                                                                      |
| Suspensión trasera   | Independiente con brazos triangulares oblicuos, muelles helicoidales, amortiguadores telescópicos y barra estabilizadora                                       |

#### SEAT 850 Sport Coupé
Es la misma carrocería que el cupé, pero se diferencia estéticamente en las ópticas tanto delanteras como traseras.  

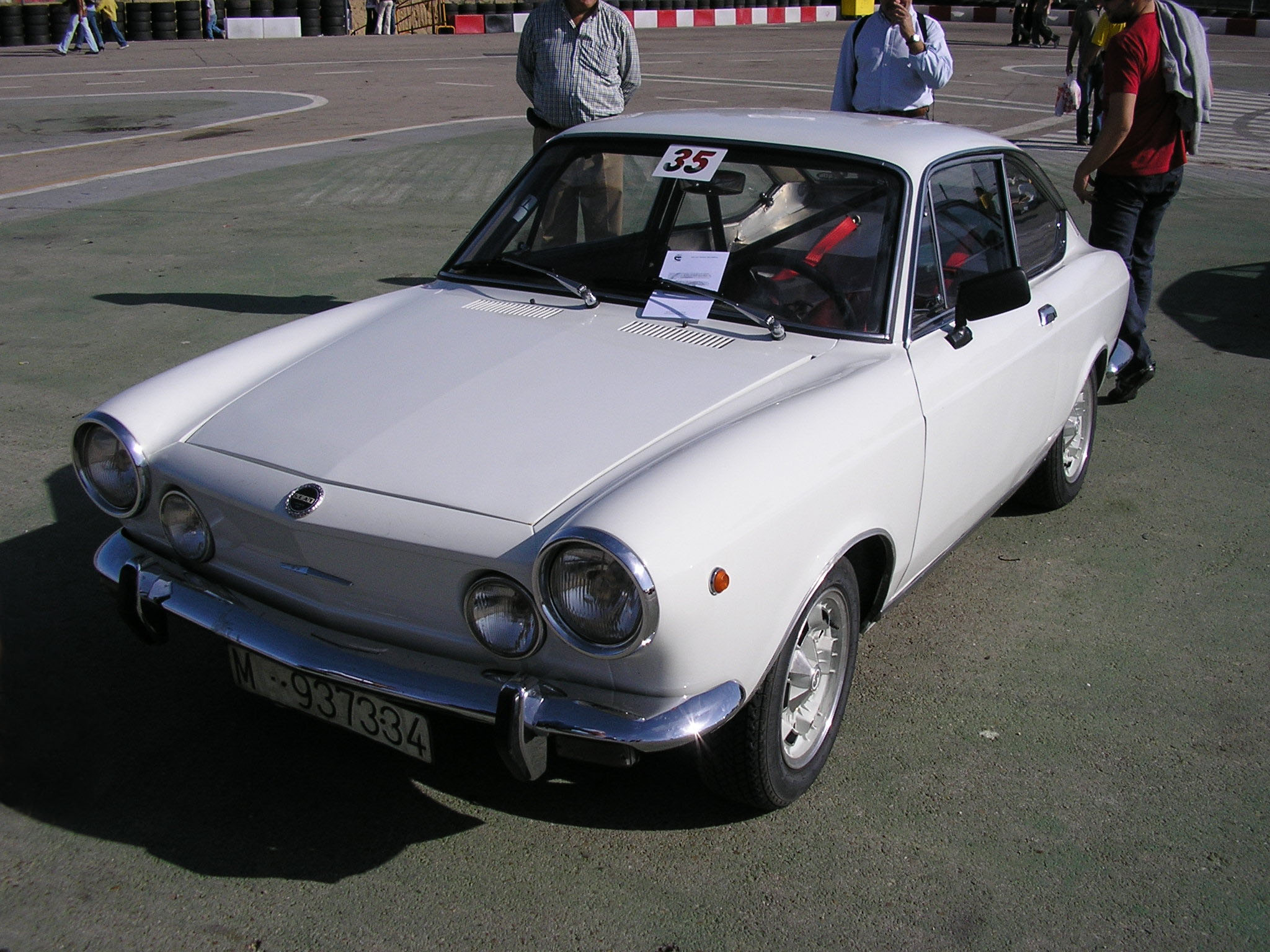
SEAT 850 Sport Coupé

| Motor                   | 4 cilindros, 4 tiempos, bloque de fundición y culata de aluminio en posición trasera longitudinal                                                              |
| Cilindrada              | 903 cc |
| Diámetro x carrera      | 65 x 68 mm |
| Potencia                | 52 CV DIN a 6500 rpm |
| Compresión              | 9,5:1 |
| Alimentación            | Carburador Bressel/Weber-30 DIC |
| Embrague                | Monodisco en seco, accionamiento por cable. Disco de 160 mm |
| Transmisión             | A las ruedas traseras, palieres articulados mediante patines a la salida del cambio y flector de goma a la rueda, cambio manual de 4 velocidades sincronizadas |
| Dirección               | De tornillo sinfín y sector helicoidal |
| Diámetro de giro        | 8,90 m |
| Suspensión delantera    | Independiente con ballesta horizontal, amortiguadores telescópicos y barra estabilizadora                                                                      |
| Suspensión trasera      | Independiente con brazos triangulares oblicuos, muelles helicoidales, amortiguadores telescópicos y barra estabilizadora                                       |
| Frenos                  | Discos delanteros / tambores traseros |
| Llantas                 | 5,0 x 13″ |
| Neumáticos              | De carcasa radial, 155 SR 13 |
| Carrocería              | Tipo monocasco autoportante, 2 puertas |
| Largo x ancho x alto    | 3,562 x 1,420 x 1,380 m |
| Vía delantera / trasera | 1,170 / 1,222 m |
| Batalla                 | 2,027 m |
| Peso                    | 730 kg |
| Velocidad máxima        | 145 km/h |

#### SEAT 850 Sport Spider
Es el modelo con carrocería cabrio (el apellido Spider fue por implantación popular, ya que SEAT no pudo registrarlo como SPIDER, pues tal denominación estaba registrada en España por FIAT). Solo se fabricaron 2500 unidades. Como Fiat tenía su propia versión descapotable, SEAT desarrollaría un prototipo propio, pero finalmente el modelo se descartaría y se daría luz verde al existente con licencia Fiat con la carrocería diseñada por Giorgetto Giugiaro en su etapa con Bertone. 

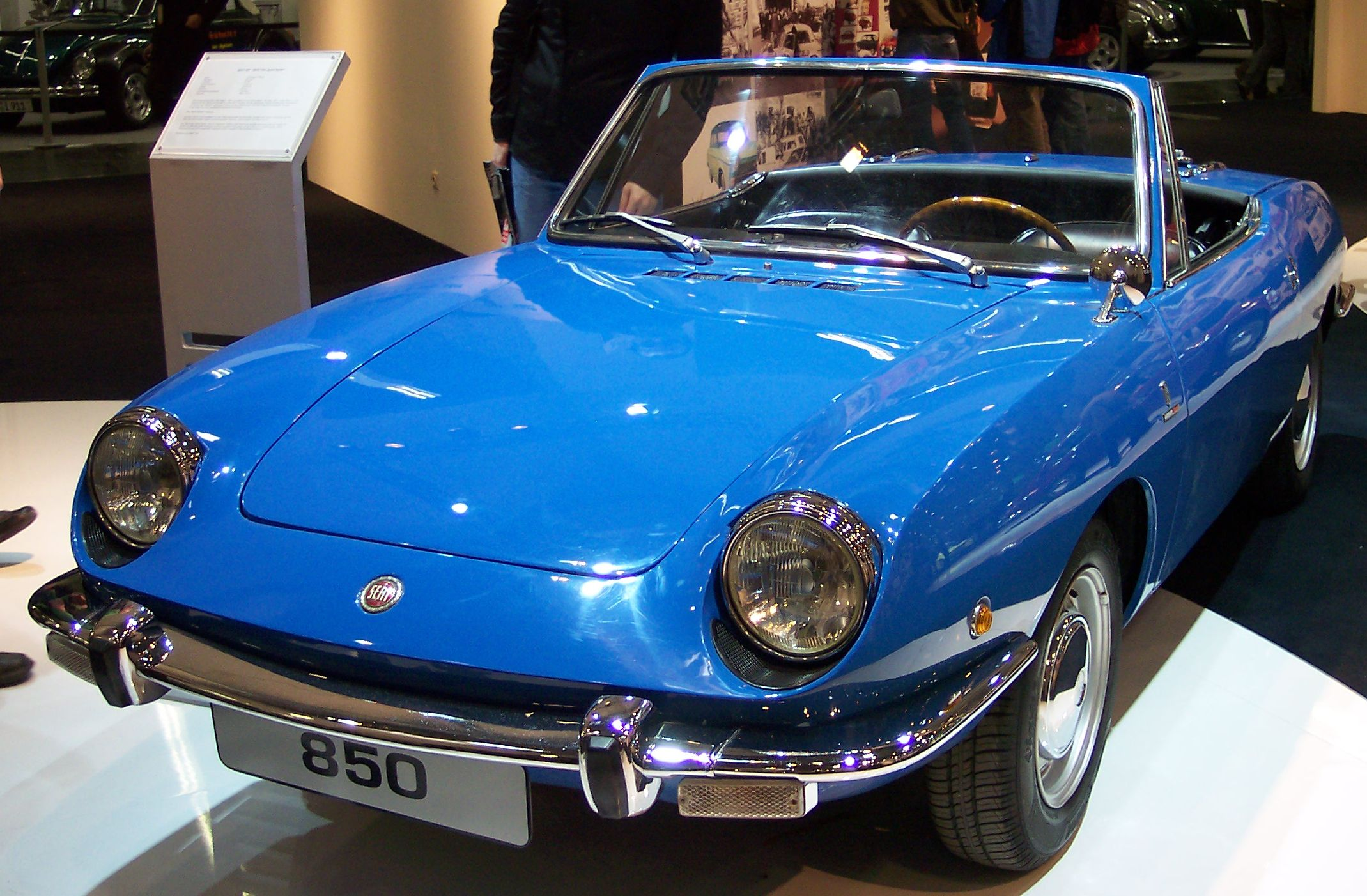
SEAT 850 Sport Spider

| Motor                   | 4 cilindros, 4 tiempos, bloque de fundición y culata de aluminio en posición trasera longitudinal                                                              |
| Cilindrada              | 903 cc |
| Diámetro x carrera      | 65 x 68 mm |
| Potencia                | 52 CV DIN a 6500 rpm |
| Compresión              | 9,5:1 |
| Alimentación            | Carburador Bressel/Weber-30 DIC |
| Embrague                | Monodisco en seco, accionamiento por cable. Disco de 160 mm |
| Transmisión             | A las ruedas traseras, palieres articulados mediante patines a la salida del cambio y flector de goma a la rueda, cambio manual de 4 velocidades sincronizadas |
| Dirección               | De tornillo sinfín y sector helicoidal |
| Diámetro de giro        | 8,90 m |
| Suspensión delantera    | Independiente con ballesta horizontal, amortiguadores telescópicos y barra estabilizadora                                                                      |
| Suspensión trasera      | Independiente con brazos oscilantes, muelles helicoidales, amortiguadores telescópicos y barra estabilizadora                                                  |
| Frenos                  | Discos delanteros / tambores traseros |
| Llantas                 | 5,0 x 13″ |
| Neumáticos              | De carcasa radial, 155 SR 13 |
| Carrocería              | Tipo monocasco autoportante, 2 puertas |
| Largo x ancho x alto    | 3,652 x 1,420 x 1,380 m |
| Vía delantera / trasera | 1,170 / 1,222 m |
| Batalla                 | 2,027 m |
| Peso                    | 730 kg |
| Velocidad máxima        | 150 km/h |

## Derivados
En 1970 Siata Torino cerró y la licencia de su modelo basado en el Fiat 850, denominado como Siata Spring, fue adquirida en 1972 por la compañía Iso Rivolta. Ya que Fiat había dejado de fabricar el 850, se llegaría a unos acuerdos con SEAT para desarrollarlo sobre la base del SEAT 850, pasando a denominarse SEAT-ORSA 850 Spring Special, hasta el fin de su producción en 1975.